# Tom Cross (monteur)
Pour les articles homonymes, voir Tom Cross (homonymie) et Cross.
Tom Cross (ACE) est un monteur américain.

## Biographie
Tom Cross grandit à Long Island dans une famille mixte, sa mère est vietnamienne. Il obtient son diplôme de beaux-arts en 1993 au Purchase State College, une partie de l'Université d'État de New York. Il commence par monter des publicités à New York avant de déménager à Los Angeles,.

## Filmographie (sélection)

### Cinéma
- 1999 : Chevauchée avec le diable (Ride with the Devil) d'Ang Lee
- 2007 : La nuit nous appartient (We Own the Night) de James Gray
- 2010 : Une famille très moderne (The Switch) de Josh Gordon et Will Speck
- 2011 : Duo à trois (Something Borrowed) de Luke Greenfield
- 2014 : Whiplash de Damien Chazelle
- 2015 : Joy de David O. Russell
- 2016 : La La Land de Damien Chazelle
- 2018 : First Man : Le Premier Homme sur la Lune (First Man) de Damien Chazelle
- 2021 : Mourir peut attendre de Cary Joji Fukunaga
- 2022 : Babylon de Damien Chazelle

### Télévision
- 2005-2006 : Deadwood (7 épisodes)

## Distinctions

### Récompenses
- Oscars 2015 : Oscar du meilleur montage pour Whiplash
- BAFTA 2015 : British Academy Film Award du meilleur montage pour Whiplash

### Nominations
- BAFTA 2017 : British Academy Film Award du meilleur montage pour La La Land